# Купару
Купару (рум. Cuparu) — село у повіті Димбовіца в Румунії. Входить до складу комуни Драгодана.
Село розташоване на відстані 63 км на північний захід від Бухареста, 22 км на південь від Тирговіште, 133 км на схід від Крайови, 105 км на південь від Брашова.

## Населення
За даними перепису населення 2002 року у селі проживали 522 особи, усі — румуни. Усі жителі села рідною мовою назвали румунську.